# Acenaften
Acenaften – organiczny związek chemiczny, policykliczny węglowodór aromatyczny, składnik smoły węglowej.
Jest to bezbarwny, krystaliczny trójpierścieniowy węglowodór aromatyczny. Pochodne acenaftenu są stosowane do syntez organicznych m.in. leków, barwników, tworzyw sztucznych, środków grzybobójczych i owadobójczych.